# Travis Japan
Travis Japan（トラビス・ジャパン）は、日本の7人組男性アイドルグループ。STARTO ENTERTAINMENT所属。略称はトラジャ、TJ。2022年10月28日に『JUST DANCE!』で全世界メジャーデビュー。リーダーは宮近海斗。公式ファンネームは『トラジャ担』。

## メンバー
プロフィール出典。STARTO ENTERTAINMENTによる公式プロフィール順に記載。
| 名前                                | 生年月日               | 出身地   | 血液型 | メンバーカラー   | 入所日         | 備考                   |
| ----------------------------------- | ---------------------- | -------- | ------ | ---------------- | -------------- | ---------------------- |
| 宮近 海斗 （みやちか かいと）       | 1997年9月22日（27歳）  | 東京都   | O型    | 赤（旧オレンジ） | 2010年10月30日 | リーダー、弟組         |
| 中村 海人 （なかむら かいと）       | 1997年4月15日（28歳）  | 東京都   | O型    | 緑               | 2010年10月30日 | 弟組                   |
| 七五三掛 龍也 （しめかけ りゅうや） | 1995年6月23日（30歳）  | 茨城県   | AB型   | ピンク           | 2009年2月15日  | 兄組                   |
| 川島 如恵留 （かわしま のえる）     | 1994年11月22日（30歳） | 東京都   | O型    | 白（旧赤）       | 2007年10月14日 | 兄組                   |
| 吉澤 閑也 （よしざわ しずや）       | 1995年8月10日（30歳）  | 神奈川県 | A型    | 黄（旧青）       | 2009年5月24日  | 弟組。                 |
| 松田 元太 （まつだ げんた）         | 1999年4月19日（26歳）  | 埼玉県   | O型    | 青               | 2011年2月10日  | 2017年11月19日正式加入 |
| 松倉 海斗 （まつくら かいと）       | 1997年11月14日（27歳） | 神奈川県 | O型    | オレンジ         | 2010年10月30日 | 2017年11月19日正式加入 |

### 旧メンバー
| 名前                            | 生年月日               | メンバーカラー | 備考                            |
| ------------------------------- | ---------------------- | -------------- | ------------------------------- |
| 阿部 顕嵐 （あべ あらん）       | 1997年8月30日（27歳）  |                | 弟組。Love-tuneと兼任していた。 |
| 仲田 拡輝 （なかだ ひろき）     | 1994年1月4日（31歳）   |                | 兄組。                          |
| 森田 美勇人 （もりた みゅうと） | 1995年10月31日（29歳） | 白             | 兄組。Love-tuneと兼任していた。 |
| 梶山 朝日 （かじやま あさひ）   | 1998年11月9日（26歳）  | 紫             | 弟組。                          |

## メンバー変遷
初期
吉澤閑也、中村海人、阿部顕嵐、宮近海斗、梶山朝日
2012年『PLAYZONE』出演決定時
仲田拡輝、川島如恵留、七五三掛龍也、森田美勇人、吉澤閑也、中村海人、阿部顕嵐、宮近海斗、梶山朝日
2016年10月 -
仲田拡輝、川島如恵留、七五三掛龍也、森田美勇人、吉澤閑也、中村海人、宮近海斗、梶山朝日
2017年3月 -
川島如恵留、七五三掛龍也、森田美勇人、吉澤閑也、中村海人、宮近海斗、梶山朝日
2017年9月 -
川島如恵留、七五三掛龍也、吉澤閑也、中村海人、宮近海斗、梶山朝日
2017年10月 -
川島如恵留、七五三掛龍也、吉澤閑也、中村海人、宮近海斗
2017年11月19日 -
宮近海斗、中村海人、七五三掛龍也、川島如恵留、吉澤閑也、松田元太、松倉海斗

## 来歴

### 2012年 - 2017年：結成・メンバー流動期
2012年2月に日生劇場で行われていた舞台『ABC座 星（スター）劇場』を観劇していた吉澤・中村・阿部・宮近・梶山の5人と他のジャニーズJr.数人が幕間にリハーサル室に呼ばれ、そこで初めて振付師のトラヴィス・ペインに出会い、レッスンを受ける。この時、のちに兄組と呼ばれる当時JR.Aとして活動していた仲田・川島・森田・七五三掛の4人もおり、メンバーは初対面を果たす。そこでTravis Japanが結成されたが、当初のメンバーは、のちに弟組と呼ばれる吉澤・中村・阿部・宮近・梶山の5人だけだった。しかしその後、情報局から発行された会報には、Travis Japanとして、兄組と合わせた9人が7月からの舞台『PLAYZONE'12 SONG & DANC'N。PARTII。』に出演する旨が書かれており、本人達が増員の事実を知ることになる。
当時は『PLAYZONE』限定で活動をするグループだった。しかし青山劇場の閉館に伴い、『PLAYZONE』は2015年1月の舞台を最後に終演することになる。その後、2015年7月の『近藤真彦 35周年ツアー 2015』のバックダンサーに起用され、この公演を観に来た松本潤から、直々にバックダンサーの指名を受ける。以降、嵐やタッキー&翼らのバックダンサーを務めるようになる。
一方で、兄組と弟組のメンバー同士の関係はまだ深まっておらず、2016年5月の『ジャニーズ銀座2016』では、兄組と弟組が分かれて出演することも検討された。しかし、話し合いの結果、9人で出演することを選択。これが全員揃っての初単独公演となった。同舞台では、社長からも9人の揃ったダンスが評価され、グループとしての強みを見つける。
しかしその直後、阿部が脱退の意向をメンバーに伝える。8月の『サマステ ジャニーズキング』には阿部も含めた9人で出演したが、10月の舞台『ABC座2016 株式会社 応援屋!!〜OH&YEAH!!〜』には阿部は出演せず、阿部を除いた8人で出演した。その後、2017年1月まで開催された『JOHNNYS' ALL STARS IsLAND』の公演中に、今度は仲田から「夢を追いたい」と脱退の意向が打ち明けられる。このため、3月の『ジャニーズJr.祭り』、5月の『ジャニーズ銀座2017』、8月の『サマステ 〜君たちが〜KING'S TREASURE』には7人で出演した。続いて、9月の『JOHNNYS' YOU&ME IsLAND』には森田はTravis Japanとしては出演せず、6人で出演。さらに、10月の『ジャニーズJr.dex』開始を伝えるニュースと、同月に制作発表が行われた舞台『JOHNNYS' Happy New Year IsLAND』公式HPには梶山の名前が無く、5人となった。
そんななか、メンバーと事務所スタッフにてTravis Japanの今後を話し合い、増員を決断。中村の提案により、Sexy Zoneのバックや舞台『Endless SHOCK』にて活躍していた松田元太と松倉海斗に加入を打診し、快諾を得る。『お台場 踊り場 土日の遊び場』の11月18日14時公演には、松田・松倉を含んだ7人で出演。そして11月19日、松田・松倉が正式に加入し、7人グループとなった。以降の『ジャニーズJr.dex』の12月放送分にも7人で出演。

### 2018年 - 2021年：新7人体制開始
2018年3月より、Johnny's Webにてグループ単独ブログ「とらまる 〜僕ら虎の子、ひのまるしょって〜」の定期掲載をスタート。「About」ページにて改めてメンバーカラーが決定したことが報告された。
2019年8月8日、東京ドームで開催された『ジャニーズJr.8・8祭り〜東京ドームから始まる〜』にてSixTONESと共に公式Instagramを開設することを発表。
2019年10月14日・10月15日、横浜アリーナで開催された『Austin Mahone Japan Tour 2019』にスペシャルゲストとして参加。ジャニーズ事務所所属タレントとして初めて海外アーティストのステージで共演を果たした。
2019年からはジャニー喜多川が企画・構成を行い、滝沢秀明が構成・演出を引き継いだ舞台『虎者-NINJAPAN-』シリーズで主演を務め、2019年の初演から3年連続で発売と同時に全公演即完売した。
2020年8月1日 - 8月10日、『Summer Paradise 2020 俺担ヨシヨシ 自担推し推し 緊急特別魂』にて、ジャニーズJr.初となるソロコンサートをメンバー全員がそれぞれ開催した。
2021年8月25日、デビューの決まっていないジャニーズJr.としては初となる単独YouTubeチャンネル『+81 DANCE STUDIO』を開設。梨本威温がディレクターを務め、歴代ジャニーズの名曲に新たなパフォーマンスで挑戦し、世界中の視聴者に向けて配信している。
2021年12月30日、東京ドームにて行われた『Johnny's Festival 〜Thank you 2021 Hello 2022〜』に、嵐の松本潤からのオファーを受け、KinKi KidsのバックダンサーとしてジャニーズJr.から唯一出演した。

### 2022年 - ：海外留学・メジャーデビュー
2022年3月3日のInstagramライブ（グループ公式アカウントで配信）にて、3月下旬からメンバー全員でアメリカのカリフォルニア州ロサンゼルスに無期限で留学し、ダンスや歌、表現力などの研鑽を目的として武者修行・共同生活を送ることを発表。
渡米後の2022年3月28日には『World of Dance Championship Series - Orange County 2022』（カリフォルニア州アナハイム開催のダンスコンテスト）に出場し、チーム部門3位、ベストコスチューム賞・クラウド・フェイバリット賞を受賞した。このパフォーマンスの話題に注目した番組担当者のオファーを受け、7月13日にオーディション番組である『アメリカズ・ゴット・タレント（シーズン17）』に出演し、8月3日には同番組の準決勝（Live Shows）への進出が決定した。なお、海外留学期間の間、吉澤は活動を休止していた期間がある。（両足脛の疲労骨折悪化による腱鞘炎と環境起因による適応障害のため。7月19日に活動休止を発表し、8月13日には活動再開を発表。）
2022年9月29日に米・ユニバーサルミュージック傘下のキャピトル・レコードと契約し、壬寅年・甲寅日である10月28日に、ジャニーズ初の全世界メジャーデビューを発表。配信でのデビューはジャニーズで初である。なお、ジャニーズ事務所グループのメジャーデビューとしては、2021年メジャーデビューのなにわ男子以来、約11か月ぶり。Travis Japanのデビューにあたって、プロデュースを手掛けた滝沢秀明は「今までと違い、積み上げていくデビュー」と語った。また同日、グループ公式YouTubeチャンネルを開設し、10月10日にはグループ公式Twitter・Tiktokアカウントを開設。
2022年10月28日、デビュー曲『JUST DANCE!』をリリース。同日に単独ファンクラブの入会受付が開始された。『JUST DANCE!』は11月12日付のBillboard Global Excl. U.S.にて、デビュー曲では日本人として初めて5位にランクインした。
2023年7月27日、LINE公式アカウントを日本と台湾で開設。10月27日、1stアルバム『Road to A』を12月20日に発売することが発表され、同日ロサンゼルスでグローバルデビューから丸1年を記念して行った「Travis Japan 【祝デビュー1周年記念生配信】 みんなで一緒に乾杯しよ」のYouTube生配信の中で、2024年1月からアルバムを携えたコンサートツアー『Travis Japan Concert Tour 2024 Road to Authenticity』を行うことも発表された。8カ所29公演で約31万人を動員し、その後、9月3日からは世界6都市を巡る初のワールド・ツアー『Travis Japan World Tour 2024 Road to A』も開催された。
2024年1月1日から放送される『アメリカズ・ゴット・タレント』のスピンオフ番組『Fantasy League』への出演オファーが届き、同22日の予選に参加した。2022年9月6日の準決勝では審査員から辛口の評価を受けたが、今回は指導も兼ねたスパイス・ガールズのメル・Bを中心に概ね称賛された。しかし、予選通過は叶わなかった。
2024年12月2日、川島如恵留が体調不良により一定期間活動を休止することを発表。当面は6人での活動となる。12月4日にテレビ放送の調査・測定を行うニホンモニターより発表された『2024テレビ番組出演本数ランキング』の「2024ブレイクタレント」で、Travis Japanが昨年172本から262本増の434本で首位を獲得する。
2025年5月17日、活動を休止していた川島の復帰が発表され、6月7日に行われた『Travis Japan Concert Tour 2025 VIIsual』ららアリーナ 東京ベイ公演でステージ復帰した。

## 受賞歴
2022年
- anan AWARD 2022 チャレンジ部門

2024年
- 第38回 日本ゴールドディスク大賞「ニュー・アーティスト・オブ・ザ・イヤー」（邦楽）
- THE ONES TO WATCH 2024

## ディスコグラフィ

### シングル
順位はオリコンの週間合算シングルランキング、Billboard JAPANのBillboard Japan Hot 100での最高順位を示す。
|          | リリース日   | タイトル                   | 販売形態               | 販売形態                    | 規格品番  | 順位       | 順位 | 初収録アルバム |
| オリコン | リリース日   | タイトル                   | 販売形態               | 販売形態                    | 規格品番  | JPN Hot100 |      | 初収録アルバム |
| -------- | ------------ | -------------------------- | ---------------------- | --------------------------- | --------- | ---------- | ---- | -------------- |
| 1st      | 2025年3月5日 | Say I do/Tokyo Crazy Night | CD+BD                  | 初回T盤                     | UPCC-9011 | 1位        | 1位  | 未収録         |
| 1st      | 2025年3月5日 | Say I do/Tokyo Crazy Night | CD+DVD                 | 初回T盤                     | UPCC-9012 | 1位        | 1位  | 未収録         |
| 1st      | 2025年3月5日 | Say I do/Tokyo Crazy Night | CD+BD                  | 初回J盤                     | UPCC-9013 | 1位        | 1位  | 未収録         |
| 1st      | 2025年3月5日 | Say I do/Tokyo Crazy Night | CD+DVD                 | 初回J盤                     | UPCC-9014 | 1位        | 1位  | 未収録         |
| 1st      | 2025年3月5日 | Say I do/Tokyo Crazy Night | CD                     | 通常盤（初回プレス）        | UPCC-9015 | 1位        | 1位  | 未収録         |
| 1st      | 2025年3月5日 | Say I do/Tokyo Crazy Night | CD                     | 通常盤（通常プレス）        | UPCC-5001 | 1位        | 1位  | 未収録         |
| 1st      | 2025年3月5日 | Say I do/Tokyo Crazy Night | CD+BD                  | UNIVERSAL MUSIC STORE限定盤 | PDCJ-5121 | 1位        | 1位  | 未収録         |
| 1st      | 2025年3月5日 | Say I do/Tokyo Crazy Night | CD+DVD                 | UNIVERSAL MUSIC STORE限定盤 | PDCJ-5122 | 1位        | 1位  | 未収録         |
| 1st      | 2025年3月5日 | Say I do/Tokyo Crazy Night | デジタル・ダウンロード | デジタル・ダウンロード      | -         | 1位        | 1位  | 未収録         |

#### 配信限定シングル
公式サイトディスコグラフィ「DIGITAL」に準拠。順位はオリコンの週間デジタルシングル（単曲）ランキングでの最高順位を示す。
|     | 配信日         | タイトル                             | 規格                   | 順位 | 初収録アルバム |
| --- | -------------- | ------------------------------------ | ---------------------- | ---- | -------------- |
| 1st | 2022年10月28日 | JUST DANCE!                          | デジタル・ダウンロード | 1位  | Road to A      |
| 1st | 2022年10月28日 | JUST DANCE!（tofubeats Remix）       | デジタル・ダウンロード | 5位  | アルバム未収録 |
| 1st | 2022年10月28日 | JUST DANCE!（Yaffle Remix）          | デジタル・ダウンロード | 6位  | アルバム未収録 |
| 2nd | 2023年5月15日  | Moving Pieces                        | デジタル・ダウンロード | 1位  | Road to A      |
| 3rd | 2023年7月3日   | Candy Kiss                           | デジタル・ダウンロード | 1位  | Road to A      |
| 4th | 2024年3月18日  | T.G.I. Friday Night                  | デジタル・ダウンロード | 1位  | VIIsual        |
| 4th | 2024年3月18日  | T.G.I. Friday Night（Japanese ver.） | デジタル・ダウンロード | 2位  | VIIsual        |
| 5th | 2024年6月10日  | Sweetest Tune                        | デジタル・ダウンロード | 1位  | VIIsual        |
| 6th | 2025年4月28日  | Would You Like One?                  | デジタル・ダウンロード | 1位  |                |

### デジタルEP
順位はオリコンの週間デジタルアルバムランキングでの最高順位を示す。
|     | 配信日       | タイトル         | 規格                   | 順位 |
| --- | ------------ | ---------------- | ---------------------- | ---- |
| 1st | 2023年6月5日 | Moving Pieces EP | デジタル・ダウンロード | 1位  |

### アルバム

#### オリジナル・アルバム
順位はオリコンの週間合算アルバムランキングでの最高順位を示す。
|     | リリース日     | タイトル  | 販売形態               | 販売形態                         | 規格品番    | 順位 | 備考                                            |
| --- | -------------- | --------- | ---------------------- | -------------------------------- | ----------- | ---- | ----------------------------------------------- |
| 1st | 2023年12月20日 | Road to A | CD+BD                  | 初回T盤                          | UPCC-9001   | 1位  | 12月1日に「LEVEL UP」先行配信                   |
| 1st | 2023年12月20日 | Road to A | CD+DVD                 | 初回T盤                          | UPCC-9002   | 1位  | 12月1日に「LEVEL UP」先行配信                   |
| 1st | 2023年12月20日 | Road to A | 2CD                    | 初回J盤                          | UPCC-9003/4 | 1位  | 12月1日に「LEVEL UP」先行配信                   |
| 1st | 2023年12月20日 | Road to A | CD                     | 通常盤（初回プレス）             | UPCC-9005   | 1位  | 12月1日に「LEVEL UP」先行配信                   |
| 1st | 2023年12月20日 | Road to A | CD                     | 通常盤                           | UPCC-1001   | 1位  | 12月1日に「LEVEL UP」先行配信                   |
| 1st | 2023年12月20日 | Road to A | 2CD+BD+グッズ          | FC限定盤                         | PROJ-1923   | 1位  | 12月1日に「LEVEL UP」先行配信                   |
| 1st | 2023年12月20日 | Road to A | 2CD+DVD+グッズ         | FC限定盤                         | PROJ-1924   | 1位  | 12月1日に「LEVEL UP」先行配信                   |
| 1st | 2023年12月20日 | Road to A | デジタル・ダウンロード | 通常盤                           | -           | 1位  | 12月1日に「LEVEL UP」先行配信                   |
| 1st | 2024年02月12日 | Road to A | デジタル・ダウンロード | Global Edition (English version) | -           | -    | 12月1日に「LEVEL UP」先行配信                   |
| 2nd | 2024年12月4日  | VIIsual   | CD+BD                  | 初回T盤                          | UPCC-9006   | 1位  | 10月21日に「Crazy Crazy」「Fly Higher」先行配信 |
| 2nd | 2024年12月4日  | VIIsual   | CD+DVD                 | 初回T盤                          | UPCC-9007   | 1位  | 10月21日に「Crazy Crazy」「Fly Higher」先行配信 |
| 2nd | 2024年12月4日  | VIIsual   | 2CD                    | 初回J盤                          | UPCC-9008/9 | 1位  | 10月21日に「Crazy Crazy」「Fly Higher」先行配信 |
| 2nd | 2024年12月4日  | VIIsual   | CD                     | 通常盤（初回プレス）             | UPCC-9010   | 1位  | 10月21日に「Crazy Crazy」「Fly Higher」先行配信 |
| 2nd | 2024年12月4日  | VIIsual   | CD                     | 通常盤                           | UPCC-1002   | 1位  | 10月21日に「Crazy Crazy」「Fly Higher」先行配信 |
| 2nd | 2024年12月4日  | VIIsual   | 2CD+BD+グッズ          | FC限定盤                         | PROJ-1930   | 1位  | 10月21日に「Crazy Crazy」「Fly Higher」先行配信 |
| 2nd | 2024年12月4日  | VIIsual   | 2CD+DVD+グッズ         | FC限定盤                         | PROJ-1931   | 1位  | 10月21日に「Crazy Crazy」「Fly Higher」先行配信 |
| 2nd | 2024年12月4日  | VIIsual   | デジタル・ダウンロード | 通常盤（CD収録曲 1 - 13）        | -           | 1位  | 10月21日に「Crazy Crazy」「Fly Higher」先行配信 |
| 2nd | 2024年12月4日  | VIIsual   | デジタル・ダウンロード | Global Edition(English version)  | -           | 1位  | 10月21日に「Crazy Crazy」「Fly Higher」先行配信 |

### 映像作品
順位はオリコンの週間DVDランキング、Blu-ray Disc（以下BD）ランキングでの最高順位を示す。
総合はミュージックDVD・BDランキングを示す。
|     | 発売日        | タイトル                                                                         | 販売形態             | 販売形態     | 規格品番    | 順位                       | 初週売上                               |
| --- | ------------- | -------------------------------------------------------------------------------- | -------------------- | ------------ | ----------- | -------------------------- | -------------------------------------- |
|     | 2022年1月31日 | Travis Japan Live tour 2021 IMAGE NATION〜全国ツアーしちゃってもいいですかっ!?〜 | 2DVD                 | 2DVD         | JIBA-0028/9 | -                          | -                                      |
| 1st | 2023年3月29日 | Travis Japan -The untold story of LA-                                            | 初回限定盤A          | 2BD+グッズ   | UPXC-9001   | DVD：1位 BD：1位 総合：1位 | DVD：2.4万枚 BD：5.3万枚 合計：7.7万枚 |
| 1st | 2023年3月29日 | Travis Japan -The untold story of LA-                                            | 初回限定盤B          | 2DVD+グッズ  | UPBC-9001   | DVD：1位 BD：1位 総合：1位 | DVD：2.4万枚 BD：5.3万枚 合計：7.7万枚 |
| 1st | 2023年3月29日 | Travis Japan -The untold story of LA-                                            | 通常盤A              | 2BD          | UPXC-1001/2 | DVD：1位 BD：1位 総合：1位 | DVD：2.4万枚 BD：5.3万枚 合計：7.7万枚 |
| 1st | 2023年3月29日 | Travis Japan -The untold story of LA-                                            | 通常盤B              | 2DVD         | UPBC-1001/2 | DVD：1位 BD：1位 総合：1位 | DVD：2.4万枚 BD：5.3万枚 合計：7.7万枚 |
| 1st | 2023年3月29日 | Travis Japan -The untold story of LA-                                            | FC限定盤A            | 2BD+2グッズ  | PROJ-4903   | DVD：1位 BD：1位 総合：1位 | DVD：2.4万枚 BD：5.3万枚 合計：7.7万枚 |
| 1st | 2023年3月29日 | Travis Japan -The untold story of LA-                                            | FC限定盤B            | 2DVD+2グッズ | PROJ-3902   | DVD：1位 BD：1位 総合：1位 | DVD：2.4万枚 BD：5.3万枚 合計：7.7万枚 |
| 2nd | 2023年8月30日 | Travis Japan Debut Concert 2023 THE SHOW〜ただいま、おかえり〜                   | Debut Tour Special盤 | 2BD+2グッズ  | UPXC-9002   | DVD：1位 BD：1位 総合：1位 | DVD：2.4万枚 BD：5.6万枚 合計：8.0万枚 |
| 2nd | 2023年8月30日 | Travis Japan Debut Concert 2023 THE SHOW〜ただいま、おかえり〜                   | Debut Tour Special盤 | 2DVD+2グッズ | UPBC-9002   | DVD：1位 BD：1位 総合：1位 | DVD：2.4万枚 BD：5.6万枚 合計：8.0万枚 |
| 2nd | 2023年8月30日 | Travis Japan Debut Concert 2023 THE SHOW〜ただいま、おかえり〜                   | 初回盤               | 2BD+グッズ   | UPXC-9003   | DVD：1位 BD：1位 総合：1位 | DVD：2.4万枚 BD：5.6万枚 合計：8.0万枚 |
| 2nd | 2023年8月30日 | Travis Japan Debut Concert 2023 THE SHOW〜ただいま、おかえり〜                   | 初回盤               | 2DVD+グッズ  | UPBC-9003   | DVD：1位 BD：1位 総合：1位 | DVD：2.4万枚 BD：5.6万枚 合計：8.0万枚 |
| 2nd | 2023年8月30日 | Travis Japan Debut Concert 2023 THE SHOW〜ただいま、おかえり〜                   | 通常盤《初回生産分》 | 2BD          | UPXC-9004/5 | DVD：1位 BD：1位 総合：1位 | DVD：2.4万枚 BD：5.6万枚 合計：8.0万枚 |
| 2nd | 2023年8月30日 | Travis Japan Debut Concert 2023 THE SHOW〜ただいま、おかえり〜                   | 通常盤《初回生産分》 | 2DVD         | UPBC-9004/5 | DVD：1位 BD：1位 総合：1位 | DVD：2.4万枚 BD：5.6万枚 合計：8.0万枚 |
| 3rd | 2024年8月14日 | Travis Japan Concert Tour 2024 Road to Authenticity                              | 完全生産限定盤       | 2BD+2グッズ  | UPXC-9006   | DVD：1位 BD：1位 総合：1位 | DVD：2.7万枚 BD：6.0万枚 合計：8.7万枚 |
| 3rd | 2024年8月14日 | Travis Japan Concert Tour 2024 Road to Authenticity                              | 完全生産限定盤       | 2DVD+2グッズ | UPBC-9006   | DVD：1位 BD：1位 総合：1位 | DVD：2.7万枚 BD：6.0万枚 合計：8.7万枚 |
| 3rd | 2024年8月14日 | Travis Japan Concert Tour 2024 Road to Authenticity                              | 初回盤               | 2BD+グッズ   | UPXC-9007   | DVD：1位 BD：1位 総合：1位 | DVD：2.7万枚 BD：6.0万枚 合計：8.7万枚 |
| 3rd | 2024年8月14日 | Travis Japan Concert Tour 2024 Road to Authenticity                              | 初回盤               | 2DVD+グッズ  | UPBC-9007   | DVD：1位 BD：1位 総合：1位 | DVD：2.7万枚 BD：6.0万枚 合計：8.7万枚 |
| 3rd | 2024年8月14日 | Travis Japan Concert Tour 2024 Road to Authenticity                              | 通常盤《初回生産分》 | 2BD          | UPXC-9008/9 | DVD：1位 BD：1位 総合：1位 | DVD：2.7万枚 BD：6.0万枚 合計：8.7万枚 |
| 3rd | 2024年8月14日 | Travis Japan Concert Tour 2024 Road to Authenticity                              | 通常盤《初回生産分》 | 2DVD         | UPBC-9008/9 | DVD：1位 BD：1位 総合：1位 | DVD：2.7万枚 BD：6.0万枚 合計：8.7万枚 |
| 3rd | 2024年8月14日 | Travis Japan Concert Tour 2024 Road to Authenticity                              | 通常盤《通常生産分》 | 2BD          | UPXC-1005/6 | DVD：1位 BD：1位 総合：1位 | DVD：2.7万枚 BD：6.0万枚 合計：8.7万枚 |
| 3rd | 2024年8月14日 | Travis Japan Concert Tour 2024 Road to Authenticity                              | 通常盤《通常生産分》 | 2DVD         | UPBC-1005/6 | DVD：1位 BD：1位 総合：1位 | DVD：2.7万枚 BD：6.0万枚 合計：8.7万枚 |
| 4th | 2025年9月17日 | Travis Japan Concert Tour VIIsual                                                | 完全生産限定盤       | 2BD+グッズ   | UPXC-9010   |                            |                                        |
| 4th | 2025年9月17日 | Travis Japan Concert Tour VIIsual                                                | 完全生産限定盤       | 2DVD+グッズ  | UPBC-9010   |                            |                                        |
| 4th | 2025年9月17日 | Travis Japan Concert Tour VIIsual                                                | 初回盤               | 2BD          | UPXC-9011   |                            |                                        |
| 4th | 2025年9月17日 | Travis Japan Concert Tour VIIsual                                                | 初回盤               | 2DVD         | UPBC-9011   |                            |                                        |
| 4th | 2025年9月17日 | Travis Japan Concert Tour VIIsual                                                | 通常盤《初回プレス》 | 2BD          | UPXC-9012/3 |                            |                                        |
| 4th | 2025年9月17日 | Travis Japan Concert Tour VIIsual                                                | 通常盤《初回プレス》 | 2DVD         | UPBC-9012/3 |                            |                                        |

### ミュージック・ビデオ
| 年   | タイトル            | リンク      | 監督                     | 備考                       |
| ---- | ------------------- | ----------- | ------------------------ | -------------------------- |
| 2019 | Namidaの結晶        | [ 動画 1 ]  | 脇坂侑希                 | 滝沢秀明が演出を担当した。 |
| 2021 | BIG BANG BOY        | [ 動画 2 ]  | 滝沢秀明                 | 滝沢秀明が編集を担当した。 |
| 2022 | JUST DANCE!         | [ 動画 3 ]  | ギル・グリーン           |                            |
| 2023 | Moving Pieces       | [ 動画 4 ]  | YUANN（kidzfrmnowhere.） |                            |
| 2023 | Candy Kiss          | [ 動画 5 ]  | YUANN（kidzfrmnowhere.） |                            |
| 2023 | LEVEL UP            | [ 動画 6 ]  | YUANN（kidzfrmnowhere.） |                            |
| 2023 | Okie Dokie!         | [ 動画 7 ]  | Keisuke Nakashima        |                            |
| 2024 | T.G.I. Friday Night | [ 動画 8 ]  | QQQ                      |                            |
| 2024 | Sweetest Tune       | [ 動画 9 ]  | YVNG WING                |                            |
| 2024 | Crazy Crazy         | [ 動画 10 ] | YVNG WING                |                            |
| 2024 | BO$$Y               | [ 動画 11 ] | YUANN（kidzfrmnowhere.） |                            |
| 2025 | Say I do            | [ 動画 12 ] | YVNG WING                |                            |
| 2025 | Tokyo Crazy Night   | [ 動画 13 ] | Keisuke Nakashima        |                            |
| 2025 | Would You Like One? | [ 動画 14 ] | HQF、SAMSON              |                            |

## タイアップ
| 起用年 | 曲名                | タイアップ                                                                              | 収録作品                   |
| ------ | ------------------- | --------------------------------------------------------------------------------------- | -------------------------- |
| 2023   | Charging!           | CM：カゴメ野菜飲料「あざやかに、生きよう」篇                                            | Moving Pieces EP           |
| 2023   | Still on a journey  | CM：bior organics「オーガニックアクアエアレスクッション」                               | Moving Pieces EP           |
| 2023   | Keep On Smiling     | CM：ロゼット「笑顔、ずっと、つづけ」篇                                                  | Moving Pieces EP           |
| 2023   | 99 PERCENT          | テレビドラマ：MBSドラマ特区『結婚予定日』主題歌                                         | Road to A                  |
| 2024   | Sweetest Tune       | テレビドラマ：テレビ朝日オシドラサタデー『東京タワー』挿入歌                            | VIIsual                    |
| 2024   | Fly Higher          | アニメ：『多数欠』第2クールオープニングテーマ                                           | VIIsual                    |
| 2024   | Staying with you    | 映画：『矢野くんの普通の日々』挿入歌                                                    | VIIsual                    |
| 2025   | Golden Girl         | CM：bior organics「エアレスクッションパフダンス編」                                     | VIIsual                    |
| 2025   | Say I do            | テレビドラマ：テレビ朝日オシドラサタデー『ホンノウスイッチ』主題歌                      | Say I do/Tokyo Crazy Night |
| 2025   | Tokyo Crazy Night   | テレビドラマ：朝日放送テレビ・テレビ朝日ドラマL『トーキョーカモフラージュアワー』主題歌 | Say I do/Tokyo Crazy Night |
| 2025   | My Own Night        | 広告：サンシャインシティコラボレーションムービー                                        | Say I do/Tokyo Crazy Night |
| 2025   | Would You Like One? | 映画：『たべっ子どうぶつ THE MOVIE』主題歌                                              |                            |
| 2025   | バーニング・ラヴ    | 映画：『リロ&スティッチ』日本版エンドソング                                             |                            |

## 出演
特記なき場合は当時のメンバー全員出演。

### 舞台
- PLAYZONE'12 SONG & DANC'N。PARTII。（2012年7月9日 - 8月10日、青山劇場）[20][138]
- 少年たち Jail in the Sky（2012年9月4日 - 9月26日、日生劇場） - 森田・川島・七五三掛・宮近・阿部[139]
- 滝沢演舞城 2013（2013年4月7日 - 5月12日、新橋演舞場） - 川島・七五三掛[140]
- Live Houseジャニーズ銀座2013（2013年5月20日・5月21日、シアタークリエ） - Travis jr.として弟組[141][142]
- PLAYZONE'13 SONG & DANC'N。PARTIII。（2013年7月3日 - 8月10日、青山劇場） - 宮近除く
- ANOTHER（2013年9月4日 - 28日、日生劇場） - 宮近除く。森田は交互出演[143]。
- PLAYZONE→IN NISSAY（2014年1月7日 - 1月28日、日生劇場）[144] - 宮近除く[145]
- PLAYZONE 1986…2014★ありがとう！〜青山劇場★（2014年7月6日 - 8月9日、青山劇場） - 阿部除く[146]
- ★さよなら!〜青山劇場★PLAYZONE 30YEARS★1232公演（2015年1月6日 - 22日、青山劇場）[147] - 阿部リハ中の怪我のため出演なし[148]
- ジャニーズ銀座2015（2015年5月5日・5月6日・5月15日・5月16日〔弟組〕、5月22日〔兄組〕、シアタークリエ）[149]
- ジャニーズ銀座2016（2016年5月2日 - 5月5日、シアタークリエ）[27]
- ABC座2016 株式会社応援屋!!〜OH&YEAH!!〜（2016年10月5日 - 10月27日、日生劇場）[30] - 川島、公演中の怪我のため一部休演[150]
- JOHNNYS' ALL STARS IsLAND（2016年12月3日 - 2017年1月24日、帝国劇場）[31]
- ジャニーズ銀座2017（2017年5月6日 - 5月10日、シアタークリエ）[23][32]
- JOHNNYS' YOU&ME IsLAND（2017年9月6日 - 9月30日、帝国劇場）[151]
- ABC座 ジャニーズ伝説 2017（2017年10月7日 - 10月28日、日生劇場）[152]
- JOHNNYS' Happy New Year IsLAND（2018年1月1日 - 1月27日、帝国劇場）[36]
- ABC座 ジャニーズ伝説 2018（2018年10月7日 - 10月29日、日生劇場） - 川島・吉澤・松倉・松田[153]
- JOHNNYS' King & Prince IsLAND（2018年12月6日 - 2019年1月27日、帝国劇場）[154][注 11]
- 虎者-NINJAPAN-（2019年11月2日 - 11月10日、サンシャイン劇場 / 11月15日 - 11月24日、南座 / 11月26日・11月27日、御園座 / 11月30日、上野学園ホール） - 主演[156]
- 虎者 NINJAPAN 2020（2020年10月10日 - 10月27日、新橋演舞場）[注 12] - 主演[158]
- 虎者 NINJAPAN 2021（2021年10月6日 - 10月28日、南座 / 11月3日 - 11月27日、新橋演舞場 / 12月1日 - 12月8日、御園座 / 12月11日・12月12日、広島文化学園HBGホール）- 主演[159][160]

### コンサート
- サマステ ジャニーズキング［永瀬廉・SixTONES・Travis Japan］（2016年8月17日 - 25日、EXシアター六本木）[22]
- ジャニーズJr.祭り（2017年3月24日 - 3月26日、横浜アリーナ / 4月8日・4月9日、さいたまスーパーアリーナ / 5月3日、大阪城ホール）[161]
- サマステ 〜君たちが〜KING'S TREASURE（2017年8月15日 - 8月17日〔単独公演〕、8月18日 - 8月20日〔Love-tuneと合同公演〕、EXシアター六本木）[33]
- お台場 踊り場 土日の遊び場（2017年11月18日・11月19日、東京・お台場湾岸スタジオ 特別会場）[162]
- ジャニーズJr.祭り 2018（2018年2月23日 - 2月25日、大阪城ホール / 3月24日・3月27日〔合同公演〕・3月26日〔単独公演〕、横浜アリーナ）[163]
- Summer Paradise 2018（2018年8月18日 - 8月24日、TOKYO DOME CITY HALL）[164]
- ジャニーズ IsLAND Festival（2019年5月25日・5月26日、さいたまスーパーアリーナ）[165][166]
- ジャニーズJr.8・8祭り〜東京ドームから始まる〜（2019年8月8日、東京ドーム）[47]
- Summer Paradise 2019（2019年8月10日 - 8月22日、TOKYO DOME CITY HALL）[167]
- Austin Mahone Japan Tour 2019（2019年10月14日・10月15日、横浜アリーナ） - スペシャルゲストとして出演[48][49]
- Johnny's World Happy LIVE with YOU（2020年3月30日、配信ライブ）[168][169]
- Summer Paradise 2020 俺担ヨシヨシ 自担推し推し 緊急特別魂（2020年8月1日 - 8月10日、TOKYO DOME CITY HALL）[53] - メンバー全員がソロコンサートを開催
- 緊急生配信!! Johnny's World Happy LIVE with YOU Jr.祭り 〜Wash Your Hands〜（2020年8月26日、配信ライブ）[170]
- ジャニーズカウントダウン2022→2023（2022年12月31日、東京ドーム）[171]
- WE ARE! Let's get the party STARTO!!（2024年4月10日、東京ドーム / 5月29日・30日、京セラドーム大阪）[172]

### イベント・フェス
- ジャニーズ大運動会（2017年4月16日、東京ドーム）[173]
- KABUKI×OPERA『光の王』Presented by ENEOS（2020年4月18日、東京体育館）[174] - 新型コロナウイルス感染症の拡大防止の観点から中止[175]
- YouTube FanFest 2021（2021年12月11日、オンライン）[176]
- RISING JAPAN MUSICFEST（2022年6月11日・6月12日、カリフォルニア州ノルコ・Silverlakes Sports Complex）[177][178] - 吉澤は怪我のため欠席[179]
- Anime Expo（2022年7月2日 - 7月4日、カリフォルニア州ロサンゼルス・Los Angeles Convention Center）[180]
- 二世週祭（2022年8月14日、カリフォルニア州ロサンゼルス） - グランド・パレードに参加[181]
- YouTube Fanfest 10（2022年11月11日、シンガポール）[182]
- UNIK ASIA Festival（2022年12月10日、香港・セントラルハーバー大型屋外会場）[183][184]
- 全米桜祭り（2023年3月25日、ワシントンD.C.） - オープニングセレモニー出演[185]
- F VILLAGE STARTING LIVE!（2023年3月28日、エスコンフィールドHOKKAIDO）[186]
- Travis Japan 'Candy Kiss' Release Party（2023年7月3日、六本木ヒルズアリーナ） - ファンクラブ限定イベント[187]
- 2023漫画博覧会（2023年7月27日、台湾・台北世界貿易センター）[188]
- OC Japan Fair（2023年10月27日・28日、ロサンゼルス・OCフェア&イベントセンター）[75][189]
- D.U.N.K. Showcase in KYOCERA DOME OSAKA（2023年12月3日、京セラドーム大阪）[190]
- MARSHMELLO JAPAN TOUR 2023（2023年12月6日、東京ガーデンシアター） - サポートアクト[191][192]
- Road to Thailand（2024年2月28日、バンコク・セントラルワールド）[193][194]
- Road to Hong Kong（2024年3月3日、香港）[194]
- KANSAI COLLECTION 2024 SPRING&SUMMER（2024年3月20日、京セラドーム大阪） - シークレットゲスト[195]
- SUMMER SONIC BANGKOK 2024（2024年8月24日、タイ・バンコク）[196]
- テレビ朝日ドリームフェスティバル2024（2024年9月16日、幕張メッセ4〜7ホール）[197]
- フジ芸人ロックフェスティバル2024（2024年11月10日、お台場特設会場）[198][199]
- The Performance（2025年3月28日、Kアリーナ横浜） - ZEROBASEONEとのツーマンライブ[200]

### ダンスコンテスト
- World of Dance Championship Series - Orange County 2022（2022年3月28日、カリフォルニア州アナハイム・House of Blues Anaheim） - チーム部門3位、ベストコスチューム賞およびクラウド・フェイバリット賞受賞[61]
- Prelude Las Vegas 2022（2022年5月28日、ネバダ州パラダイス・Artemus W. Ham Concert Hall）[201][202]
- World of Dance Championship Week - USA Championship（2022年7月29日、カリフォルニア州ブエナパーク・The Source OC） - チーム部門全米4位、ベストコスチューム賞受賞[203]
- World of Dance Championship Week - Team Championship（2022年7月30日、カリフォルニア州ブエナパーク・The Source OC） - チーム部門世界9位、クラウド・フェイバリット賞受賞[204]
- World of Dance Championship Week - World Finals 2022（2022年7月31日、カリフォルニア州ブエナパーク・The Source OC） - クラウド・フェイバリット賞受賞[205]

### 音楽番組
- ザ少年倶楽部（2012年 - 2023年、NHK BSプレミアム） - 初期は「弟組」の5人のみ出演[20][206]
- Travis Japan meets The GRAMMY 〜グラミー賞（R）直前スペシャル〜（2023年2月5日、WOWOW）[207]
- 生中継！第65回グラミー賞授賞式（2023年2月6日、WOWOW） - スペシャルゲストとして現地より生中継で出演[207]
- Travis Japan meets The GRAMMY 〜グラミー賞（R）事後スペシャル〜（2023年3月5日、WOWOW）[208]
- テレ東音楽祭2023夏（2023年6月28日、テレビ東京） - 応援隊長[209]

### バラエティ番組
- ジャニーズJr.dex（2017年10月21日 - 2018年3月4日[210]、フジテレビ）[35]
- Travis Japanのダンスだぜ!!（2023年10月21日 - 2024年3月15日、中京テレビ） - Prime Videoでオリジナル特典映像を含んだ独占配信あり[211]
- Travis Japanのバラエティだぜ!!（2025年1月23日 - 3月27日予定、中京テレビ）[212][213][214]
- Travis JapanノJUST! シン日本遺産（2025年1月24日 - 、朝日放送テレビ）[215]
- お掃除で日本を学ぶ Travis Japanの蔵ピカ（2025年3月28日、フジテレビ）[216]

### ドキュメンタリー番組
- 〜EP.1：ROCK〜 Travis Japan × MIYAVI（2020年8月2日、BSフジ）[217]
- 〜EP.2：和楽器〜 Travis Japan × MAHORA（2020年12月30日、BSフジ）[218]
- 〜EP.3：Techno〜 Travis Japan × PIKOTARO（2021年7月31日、BSフジ）[219]
- 〜EP.4：Classical Music〜 Travis Japan × Verus String Quartet（2021年12月29日、BSフジ）[220]
- 〜EP.5：Indian Movie Music〜 Travis Japan × RRR（2023年4月29日、BSフジ）[221]
- 〜EP.6：Flamenco〜 Travis Japan × OKI JIN（2024年8月17日、BSフジ）[222]
- 〜EP.7：Indian Dance Music〜 Travis Japan × Zedd（2025年6月29日予定、BSフジ）[223]

### 情報番組
- シューイチ（2025年4月5日 - 、日本テレビ） - レギュラー企画「スタディーJAPAN」[224]

### ネット配信
- ジャニーズJr.チャンネル（2018年3月21日 - 2022年11月24日、YouTube）[225][226]
- ISLAND TV（2019年3月1日 -2022年12月31日 ）[227]
- +81 DANCE STUDIO（2021年8月25日 - 、YouTube）[55]

### ラジオ
- らじらー!サタデー（2019年4月20日[228] - 2022年3月19日[229]、NHKラジオ第1放送） - 22時台MC[注 13]
- Travis JapanのオールナイトニッポンPremium（2021年4月19日、ニッポン放送）[232]
  - Travis JapanのオールナイトニッポンPremium（2025年6月9日予定、ニッポン放送）[233]
- Travis Japanのオールナイトニッポン0(ZERO)（2024年6月16日、ニッポン放送） - 宮近・中村（他メンバーは音声出演）[234]
- サンシャインシティ presents Travis Japan you are my Sunshine（2021年5月21日、文化放送） -  宮近・七五三掛・吉澤[235]

### MV
- 中山優馬「YOLO moment」（2015年）[236]

### CM・広告
- サントリー「オランジーナ100」（2019年6月 - ） - WEB広告のみ[237]
- 銀のさら（2020年3月 - ）[238] - 銀のさら20周年アンバサダー（TVCM[239]・グッズ展開[240]）
- ANREALAGE・オンワード樫山「ANEVER」（2021年8月 - ） - コンセプトムービー出演[241]
- ロゼット「洗顔パスタ」（2022年6月 - ） - TVCM[242]・渋谷駅広告ポスター[243]・ポップアップストア[244]展開
- カゴメ「野菜飲料」（2023年3月 - ） - アンバサダー（TVCM）[245]
- bior organics
  - 「オーガニックアクアエアレスクッション」（2023年3月 - ） - イメージキャラクター（TVCM）[246]
  - ブランドアンバサダー（2024年6月 - ）[247]
- GU「GU 感謝祭」（2024年11月 - ） - WEB CM[248]
- サンシャインシティ（2025年3月 - ） - コラボレーションムービー、ポスタービジュアル展開[135]

### ドラマ
- トットちゃん!　第47話（2017年12月5日、テレビ朝日） - ジャニーズ 役 / 宮近、中村、七五三掛、吉澤[249]

### その他
- Talk With Travis Japan（2024年7月20日 - サービス開始）[250]

## 雑誌連載
- KADOKAWA『ザテレビジョン』
  - 「ザ虎ビジョン」（2019年9月27日号〈2019年9月18日発売号〉[301] - 2019年11月29日号〈2019年11月20日発売号〉）[302]
  - 「ザ虎ビジョン弐」（2020年9月25日号〈2020年9月16日発売号〉[303] - 2020年11月6日号〈2020年10月28日発売号〉）[304]
  - 「ザ虎ビジョン参」（2021年10月29日号〈2021年10月20日発売号〉[305]- 2021年12月10日号〈2021年12月1日発売号〉）[306]
- 集英社
  - 『Duet』「TJ・BREAK」（2023年5月号〈2023年4月7日発売号〉[307] - ）
  - 『明星（Myojo）』「押忍!! 虎子屋」（2023年6月号〈2023年4月21日発売号〉[308] - ）
- ダイヤモンド社『TVステーション』「#トラビステーション」（2023年12号〈2023年6月7日発売号〉[309] - ）
- ワン・パブリッシング『POTATO』「Travis LAnd」（2023年9月号〈2023年8月7日発売号〉[310] - ）